# TFAP4
TFAP4 (англ. Transcription factor AP-4) – білок, який кодується однойменним геном, розташованим у людей на короткому плечі 16-ї хромосоми. Довжина поліпептидного ланцюга білка становить 338 амінокислот, а молекулярна маса — 38 726.
| 10         |  | 20         |  | 30         |  | 40         |  | 50         |
| ---------- |  | ---------- |  | ---------- |  | ---------- |  | ---------- |
| MEYFMVPTQK |  | VPSLQHFRKT |  | EKEVIGGLCS |  | LANIPLTPET |  | QRDQERRIRR |
| EIANSNERRR |  | MQSINAGFQS |  | LKTLIPHTDG |  | EKLSKAAILQ |  | QTAEYIFSLE |
| QEKTRLLQQN |  | TQLKRFIQEL |  | SGSSPKRRRA |  | EDKDEGIGSP |  | DIWEDEKAED |
| LRREMIELRQ |  | QLDKERSVRM |  | MLEEQVRSLE |  | AHMYPEKLKV |  | IAQQVQLQQQ |
| QEQVRLLHQE |  | KLEREQQQLR |  | TQLLPPPAPT |  | HHPTVIVPAP |  | PPPPSHHINV |
| VTMGPSSVIN |  | SVSTSRQNLD |  | TIVQAIQHIE |  | GTQEKQELEE |  | EQRRAVIVKP |
| VRSCPEAPTS |  | DTASDSEASD |  | SDAMDQSREE |  | PSGDGELP   |  |            |

A: Аланін

C: Цистеїн

D: Аспарагінова кислота

E: Глутамінова кислота

F: Фенілаланін

G: Гліцин

H: Гістидин

I: Ізолейцин

K: Лізин

L: Лейцин

M: Метіонін

N: Аспарагін

P: Пролін

Q: Глутамін

R: Аргінін

S: Серин

T: Треонін

V: Валін

W: Триптофан

Кодований геном білок за функціями належить до активаторів, фосфопротеїнів. 
Задіяний у таких біологічних процесах, як транскрипція, регуляція транскрипції. 
Білок має сайт для зв'язування з ДНК. 
Локалізований у ядрі.